# Miracles in December
Albums de EXO-K et EXO-M (EXO)
XOXO
(2013) Overdose
(2014)
Singles
1. Miracles in December
Sortie : 5 décembre 2013

Miracles in December est le deuxième EP et le premier mini-album de Noël des boys bands sud-coréano-chinois EXO-K et EXO-M, sorti le 9 décembre 2013 sous SM Entertainment et distribué par KT Music. Il a été présenté comme un mini-album spécial hiver, Miracles in December est précédé du premier album studio du groupe, XOXO qui est sorti en plus tôt la même année. L'EP est sorti en deux versions (coréen et mandarin). C'est aussi le premier EP à être largement promu par EXO. Ses principaux singles sont "Miracles in December" et "Christmas Day".

## Contexte
Début novembre 2013, l'agence d'EXO, SM Entertainment, a annoncé que le groupe tiendrait un concert intitulé "Christmas Wonderland" avec les f(x) les 24 et 25 décembre. Le 3 décembre, un clip de deux minutes en chinois et en coréen a été diffusé. Le 4 décembre, les clips musicaux de "Miracles in December" ont été mis en ligne sur YouTube. 
Ils ont été diffusés dans deux langues différentes (coréen et mandarin). "Miracles in December" a été composé par Andreas Johansson Stone et Rick Hanley. Cependant, la chanson a seulement été interprétée par trois membres du groupe : Baekhyun, D.O. et Chen pour la version coréenne, tandis que pour la version mandarin, ce sont Baekhyun, Chen et Luhan qui assurent l'interprétation.  "Miracles in December" est décrit comme une chanson "pop-ballade" qui utilise le piano et les cordes dans l'arrangement. La chanson a été composée et arrangée par des compositeurs vétérans comme Andreas Johansson Stone et Rick Hanley en collaboration avec l'équipe de production de SM Entertainment. La chanson parle d'un homme qui se souvient avec nostalgie de la relation avec son ancienne petite amie et de son désir d'y retourner, mais ne peut le faire à cause de la honte et de la culpabilité. Yoon Sa-ra et Liu Yuan ont écrit les paroles de la version coréenne et chinoise respectivement.

## Clip-vidéo
Les clips-vidéos de "Miracles in December" ont été réalisés par Jo So-hyun et ont été filmés à Paju et dans un studio à Ilsan, près de Séoul.
Le 2 décembre 2013, quelques extraits de la version coréenne et chinoise des clips ont été mises en ligne sur YouTube, ce qui a suscité beaucoup d'intérêt de la part des fans. Cependant, beaucoup pensaient que le groupe faisait la promotion pour un futur sous-groupe, à la suite de ces rumeurs l'agence a tenté de clarifier la situation. Un représentant de la SM a alors déclaré : « Il est vrai que Baekhyun, D.O. et Chen chantent le single principal. Cela ne veut pas dire qu'ils sont officiellement un sous-groupe ; nous prévoyons dorénavant que d'autres membres monteront également sur scène pour d'autres performances. », en continuant : « Nous préparons des performances diverses car cet album est un album spécial qui capture l'essence de l'hiver et est rempli de remerciements pour les fans. En outre, nous prévoyons d'avoir seulement trois membres sur scène juste pour cette semaine et nous croyons qu'il n'est pas correct d'appeler cela une activité de sous-groupe. »

## Promotion
En décembre, EXO a commencé ses promotions en interprétant la version coréenne de "Miracles in December" dans plusieurs émissions musicales coréennes, y compris M Countdown, Music Bank, Show! Music Core et Inkigayo. La semaine suivante, la SM a informé que Luhan et Lay participeraient également aux représentations comme promis aux fans. Baekhyun, Chen et D.O. sont apparus sur la scène de MTV The Show le 17 décembre 2013 et Show Champion le 18 décembre 2013. La version chinoise de "Miracles in December" a été interprété dans le MTV The Show le 24 décembre 2013 avec D.O., Luhan, Baekhyun, Chen et Lay. Le groupe a chanté la version coréenne de "Christmas Day" pour la première fois au M Countdown le 19 décembre. 

## Succès commercial
L'EP a fini à la première et seconde place à la fois hebdomadairement et mensuellement dans le Gaon Albums Chart pour les deux versions. Le single "Miracles in December" (en version coréenne) a atteint la seconde place dans le Gaon's Weekly Digital Singles Chart et la troisième place dans le Billboard's Korea K-Pop Hot 100. La version chinoise de la chanson était 47e sur le Gaon Chart, mais a fini en tête dans le Gaon International Singles Chart. Elle a également été classé septième sur le Baidu Charts en Chine. La version coréenne de "Christmas Day" a atteint la cinquième et trente-huitième place dans le Gaon et K-Pop Hot 100 weekly charts respectivement et son homologue a été classé dixième sur le Baidu Charts.

## Liste des titres
| Miracles in December (Version coréenne) | Miracles in December (Version coréenne)                                          | Miracles in December (Version coréenne) | Miracles in December (Version coréenne)                  | Miracles in December (Version coréenne) | Miracles in December (Version coréenne) | Miracles in December (Version coréenne) | Miracles in December (Version coréenne) | Miracles in December (Version coréenne) | Miracles in December (Version coréenne) |
| No                                      | Titre                                                                            | Auteur                                  | Producteur(s)                                            | Durée                                   |                                         |                                         |                                         |                                         |                                         |
| --------------------------------------- | -------------------------------------------------------------------------------- | --------------------------------------- | -------------------------------------------------------- | --------------------------------------- | --------------------------------------- | --------------------------------------- | --------------------------------------- | --------------------------------------- | --------------------------------------- |
| 1.                                      | 12월의 기적 (Miracles in December) (chanté par Baekhyun, Chen et D.O.)           | Yoon Sa-ra                              | Andreas Stone Johansson, Rick Hanley                     | 04:34                                   |                                         |                                         |                                         |                                         |                                         |
| 2.                                      | Christmas Day (chanté par Suho, Xiumin, Luhan, Baekhyun, Chen, Lay et D.O.)      | Misfit                                  | Gabriela Soza, Samantha Powell, Philip Hochstrate        | 03:46                                   |                                         |                                         |                                         |                                         |                                         |
| 3.                                      | The Star (chanté par Suho, Kris, Luhan, Baekhyun, Chanyeol, D.O., Kai et Sehun)  | Soulfulmonster                          | Kei Lim Kwang-wook, Martin Mulholland, Nermin Harambasic | 04:07                                   |                                         |                                         |                                         |                                         |                                         |
| 4.                                      | My Turn To Cry (chanté par Baekhyun, Chen et D.O.)                               | Kim Young-hu                            | Alex Cantrall, Jeff Hoeppner, Phillip Anthony White      | 04:07                                   |                                         |                                         |                                         |                                         |                                         |
| 5.                                      | 첫 눈 (The First Snow) (chanté par Suho, Baekhyun, Chanyeol, D.O., Kai et Sehun) | Kenzie                                  | Kenzie, Kim Jung-bae                                     | 03:27                                   |                                         |                                         |                                         |                                         |                                         |
| 6.                                      | 12월의 기적 (Miracles in December) – Classical Orchestra Version                 |                                         | Andreas Stone Johansson, Rick Hanley                     | 04:33                                   |                                         |                                         |                                         |                                         |                                         |
| 24:33                                   |                                                                                  |                                         |                                                          |                                         |                                         |                                         |                                         |                                         |                                         |

| Miracles in December (Version chinoise) | Miracles in December (Version chinoise)                                     | Miracles in December (Version chinoise) | Miracles in December (Version chinoise)                  | Miracles in December (Version chinoise) | Miracles in December (Version chinoise) | Miracles in December (Version chinoise) | Miracles in December (Version chinoise) | Miracles in December (Version chinoise) | Miracles in December (Version chinoise) |
| No                                      | Titre                                                                       | Auteur                                  | Producteur(s)                                            | Durée                                   |                                         |                                         |                                         |                                         |                                         |
| --------------------------------------- | --------------------------------------------------------------------------- | --------------------------------------- | -------------------------------------------------------- | --------------------------------------- | --------------------------------------- | --------------------------------------- | --------------------------------------- | --------------------------------------- | --------------------------------------- |
| 1.                                      | 十二月的奇迹 (Miracles in December) (chanté par Luhan, Baekhyun et Chen)    | Liu Yuan                                | Andreas Stone Johansson, Rick Hanley                     | 04:34                                   |                                         |                                         |                                         |                                         |                                         |
| 2.                                      | Christmas Day (chanté par Suho, Xiumin, Luhan, Baekhyun, Chen, Lay et D.O.) | Liu Yuan                                | Gabriela Soza, Samantha Powell, Philip Hochstrate        | 03:46                                   |                                         |                                         |                                         |                                         |                                         |
| 3.                                      | The Star (chanté par Xiumin, Baekhyun, Kris, D.O., Chen et Tao)             | T-Crash                                 | Kei Lim Kwang-wook, Martin Mulholland, Nermin Harambasic | 04:07                                   |                                         |                                         |                                         |                                         |                                         |
| 4.                                      | My Turn To Cry (爱离开) (chanté par Luhan, Baekhyun et Chen)                | Wang Yajun                              | Cantrall, Hoeppner, White                                | 04:07                                   |                                         |                                         |                                         |                                         |                                         |
| 5.                                      | 初雪 (The First Snow) (chanté par Xiumin, Luhan, Kris, Chen, Lay et Tao)    | Lin Xin Ye                              | Kenzie, Kim Jung-bae                                     | 03:27                                   |                                         |                                         |                                         |                                         |                                         |
| 6.                                      | 十二月的奇迹 (Miracles in December) - Classical Orchestra Version           |                                         | Andreas Stone Johansson, Rick Hanley                     | 04:33                                   |                                         |                                         |                                         |                                         |                                         |
| 17:07                                   |                                                                             |                                         |                                                          |                                         |                                         |                                         |                                         |                                         |                                         |

## Classements

### Versions coréenne et chinoise
| Classements                               | Meilleure position                      | Meilleure position                      |
| Classements                               | Miracles in December (Version coréenne) | Miracles in December (Version chinoise) |
| ----------------------------------------- | --------------------------------------- | --------------------------------------- |
| South Korea Gaon Weekly Albums Chart      | 1                                       | 2                                       |
| South Korea Gaon Monthly Albums Chart     | 1                                       | 2                                       |
| South Korea Gaon 2013 Yearly Albums Chart | 4                                       | 10                                      |
| South Korea Gaon 2014 Yearly Albums Chart | 34                                      | 66                                      |
| Japanese Oricon Weekly Albums Chart       | 7                                       | 20                                      |
| Japanese Oricon Monthly Albums Chart      | 24                                      | 48                                      |

### Versions combinées
| Classement                      | Meilleure position |
| ------------------------------- | ------------------ |
| US Billboard World Albums Chart | 1                  |

## Ventes
| Pays               | Ventes                                  | Ventes                                  |
| Pays               | Miracles in December (Version coréenne) | Miracles in December (Version chinoise) |
| ------------------ | --------------------------------------- | --------------------------------------- |
| South Korea (Gaon) | 352 189                                 | 204 438                                 |
| Japan (Oricon)     | 24 530                                  | 11 734                                  |

## Prix et nominations
| Année | Prix                    | Travail nommé        | Titre                                    | Résultat |
| ----- | ----------------------- | -------------------- | ---------------------------------------- | -------- |
| 2014  | Gaon Chart K-Pop Awards | Miracles in December | Artist of the Year (Album) - 4th Quarter | Lauréat  |

### Programme de classements musicaux
| Chanson                | Programme                 | Date             |
| ---------------------- | ------------------------- | ---------------- |
| "Miracles in December" | Show! Music Core (MBC)    | 14 décembre 2013 |
| "Miracles in December" | Show! Music Core (MBC)    | 21 décembre 2013 |
| "Miracles in December" | Inkigayo (SBS)            | 15 décembre 2013 |
| "Miracles in December" | Inkigayo (SBS)            | 22 décembre 2013 |
| "Miracles in December" | Show Champion (MBC Music) | 18 décembre 2013 |
| "Miracles in December" | M Countdown (Mnet)        | 19 décembre 2013 |
| "Miracles in December" | M Countdown (Mnet)        | 26 décembre 2013 |
| "Miracles in December" | M Countdown (Mnet)        | 2 janvier 2014   |
| "Miracles in December" | Music Bank (KBS)          | 20 décembre 2013 |

## Historique de sortie
| Pays         | Date            | Format                  | Label                     |
| ------------ | --------------- | ----------------------- | ------------------------- |
| Monde entier | 9 décembre 2013 | CD Téléchargement légal | SM Entertainment          |
| Corée du Sud | 9 décembre 2013 | CD Téléchargement légal | SM Entertainment KT Music |